# Miletus docus
Miletus docus är en fjärilsart som beskrevs av Druce 1875. Miletus docus ingår i släktet Miletus och familjen juvelvingar. Inga underarter finns listade i Catalogue of Life.